# ATMOS
Az ATMOS (Autonomous Truck Mounted Howitzer System) egy 155 milliméteres önjáró löveg, amelyet az izraeli Elbit Systems fejleszt és gyárt. A korábban ATMOS 2000 néven is ismert önjáró löveg egy L/52-es csőhosszúságú NATO-kompatibilis Soltam gyártmányú lövegből áll, amelyet egy 6×6 vagy 8×8 teherautó alvázra építettek. A löveg irányzása automatizált, a töltés azonban részben emberi erővel történik. Az ATMOS személyzete minimum két fő, de inkább 4-6 fő szükséges a megfelelő tűzsebesség fenntartása érdekében. A löveget mintegy 9 ország hadereje alkalmazza.

## Kialakítása és jellemzői
Az ATMOS löveg főbb jellemzői röviden:
- Több konfigurációban is elérhető: bármilyen 6×6 vagy 8×8 üzemben lévő teherautóhoz alkalmas
- Irányzási korlátok: oldalszög: +/- 25 fok, helyszög: +70 fok
- Sokoldalú automata és félautomata töltő
- Gyors telepítés és válaszidő jellemzi: az első lövés a céladatok beérkezésétől számított 30 másodpercen belül (megáll, letalpal, tölt és tüzel), 6 lövés kevesebb, mint 110 másodpercen belül leadható telepítési idővel együtt.
- Páncélozott személyzeti kabin a 2-6 fős személyzet számára
- Tűzsebesség: 8 lövés percenként
- MRSI képesség: a löveg akár 5 lövést képes úgy leadni, hogy azok egyszerre érjenek célba
- Fedélzeti navigációs és irányzó rendszer végzi a löveg irányzását
- Teljesen kompatibilis a megrendelő meglévő C4I tűzvezető rendszereivel
- Minden típusú NATO-kompatibilis 155 mm-es lőszert képes alkalmazni
- Moduláris fedélzeti lőszertároló: egy önjáró löveg legalább 18 lövésre elegendő lőszert vihet magával
- Hatásos lőtávolság: több mint 40 km megnövelt hatótávolságú gázgenerátoros lövedékekkel.

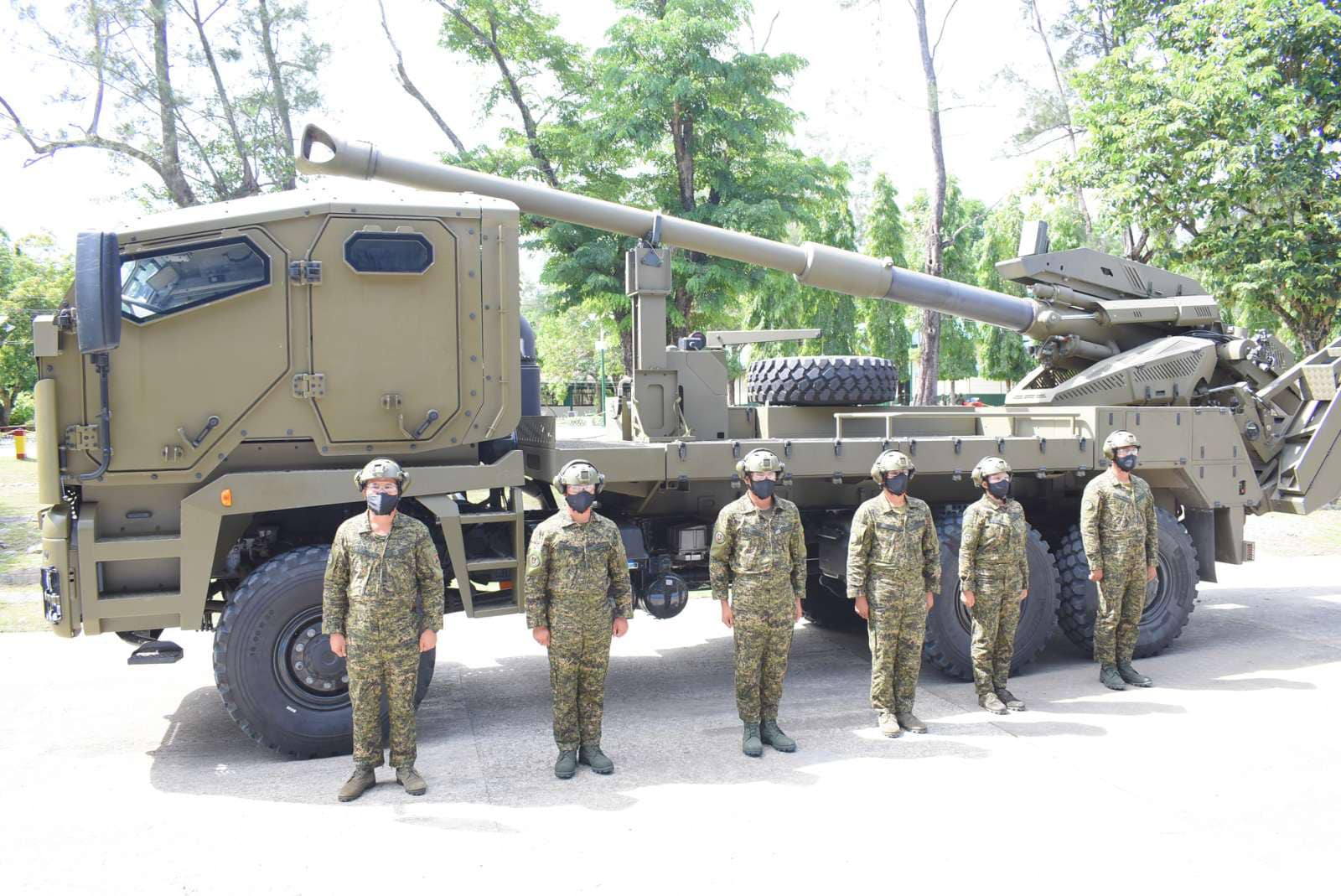
Egy fülöp-szigeteki ATMOS 2000 löveg 6 fős személyzetével
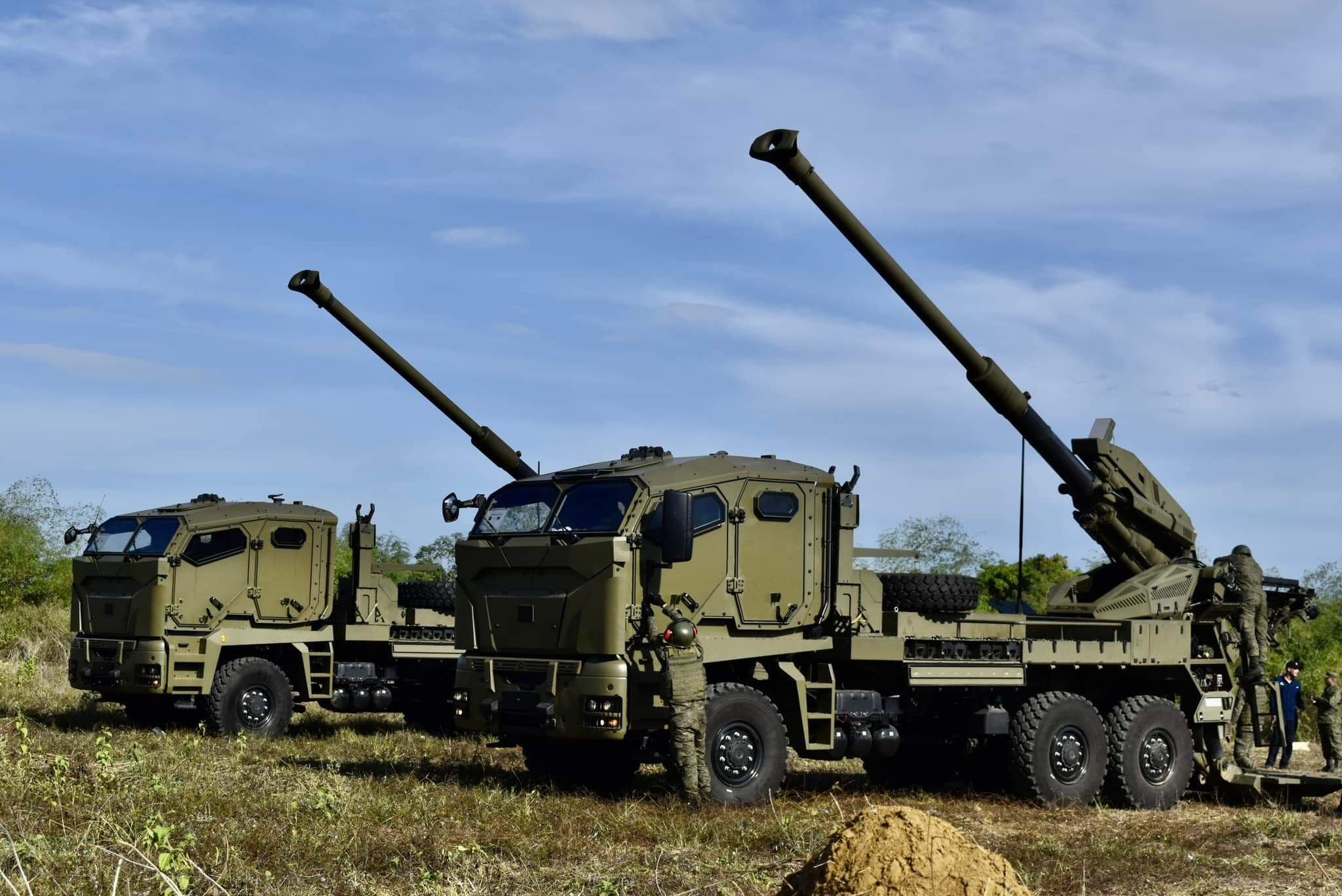
Egy Fülöp-szigeteki ATMOS 2000 lövegpár
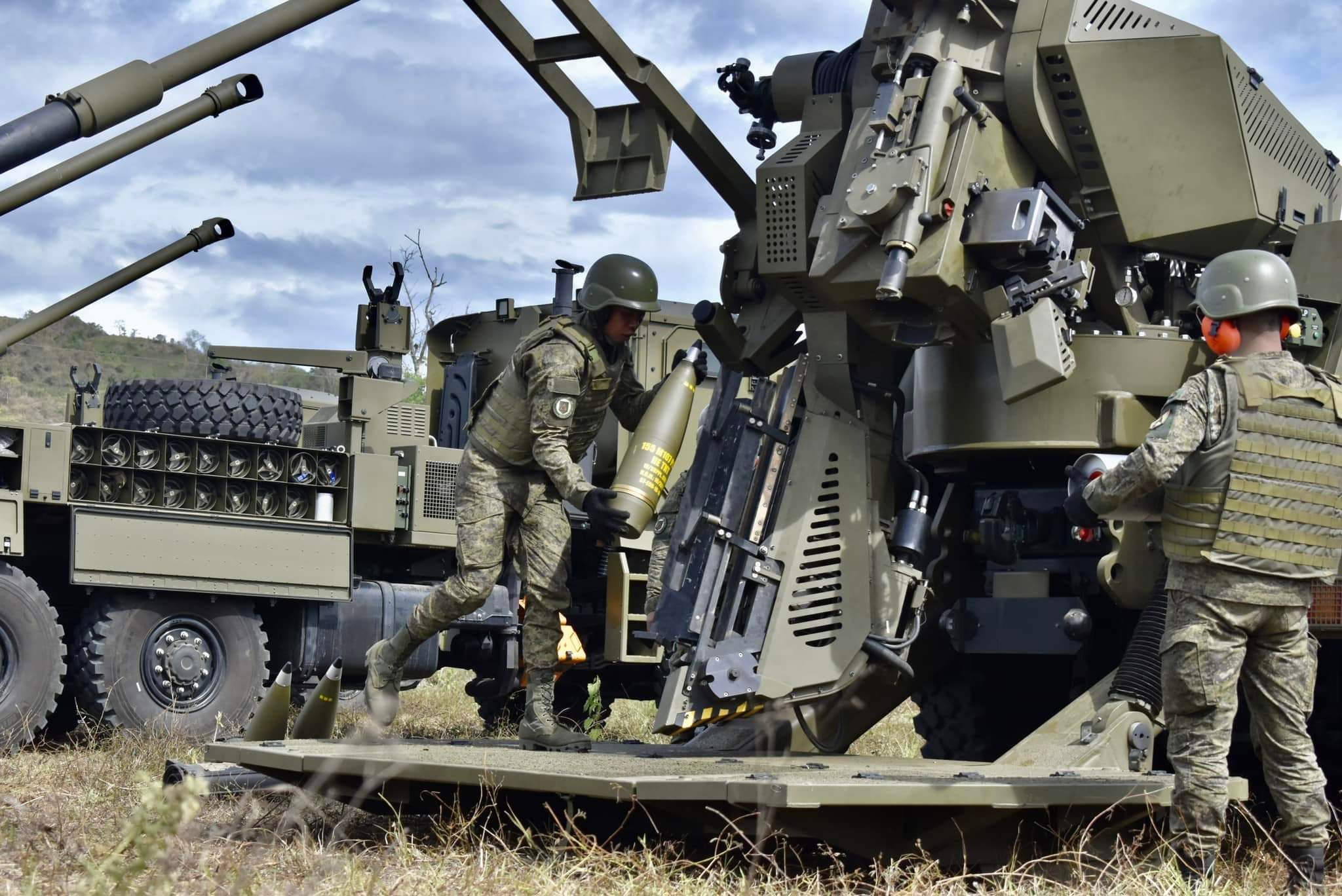
Lövedék betöltése...
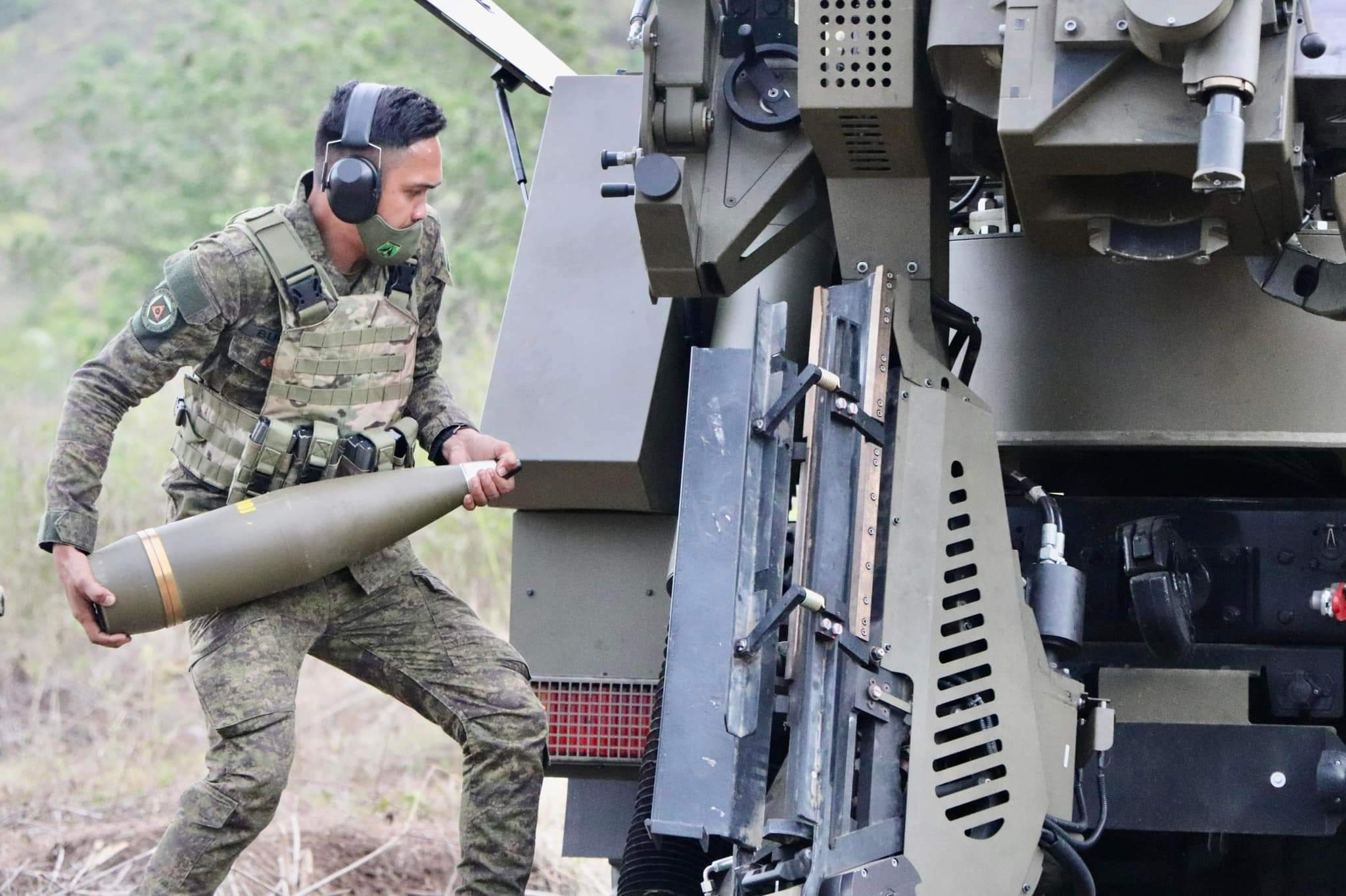
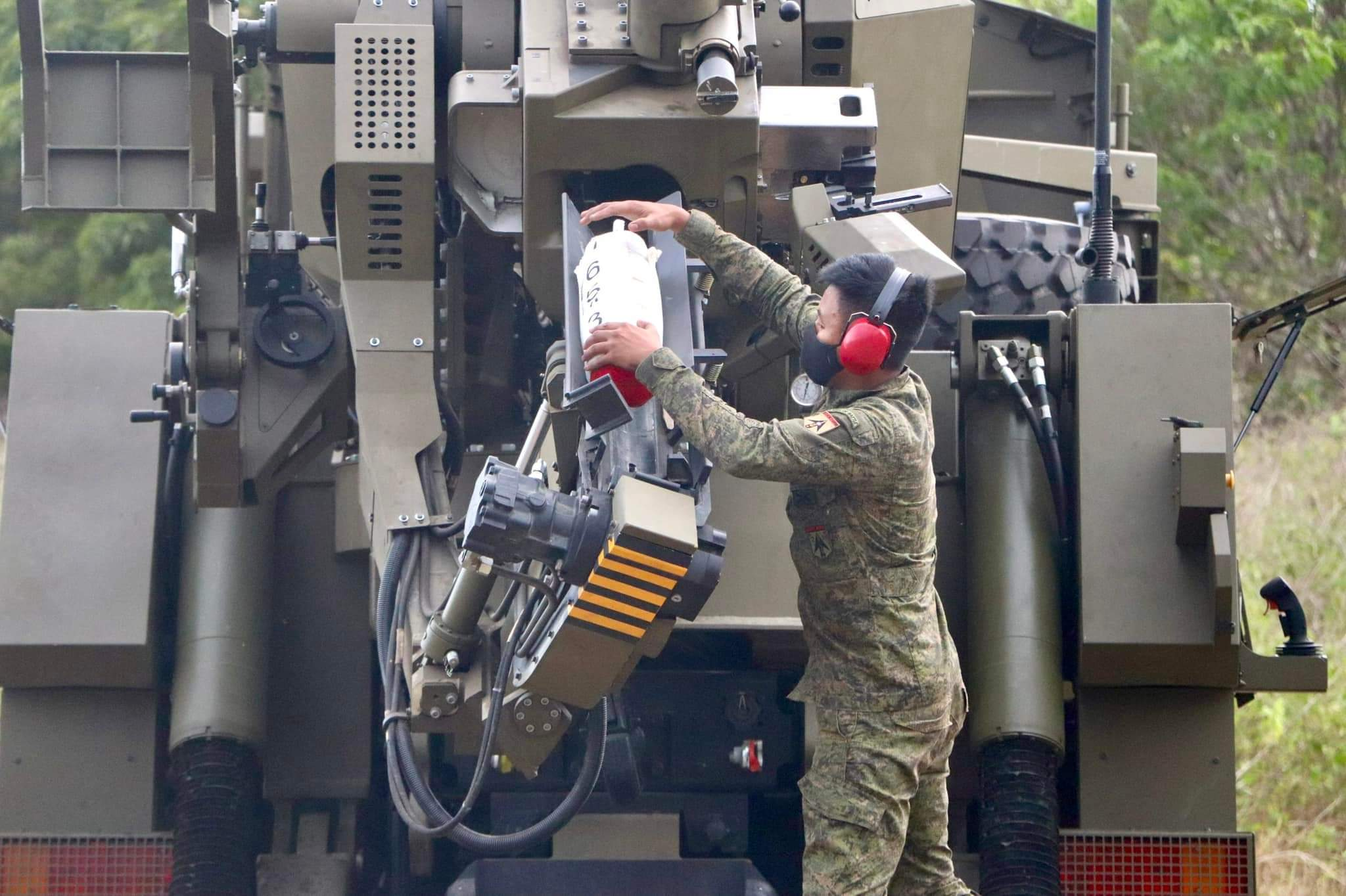
Kivető töltet betöltése
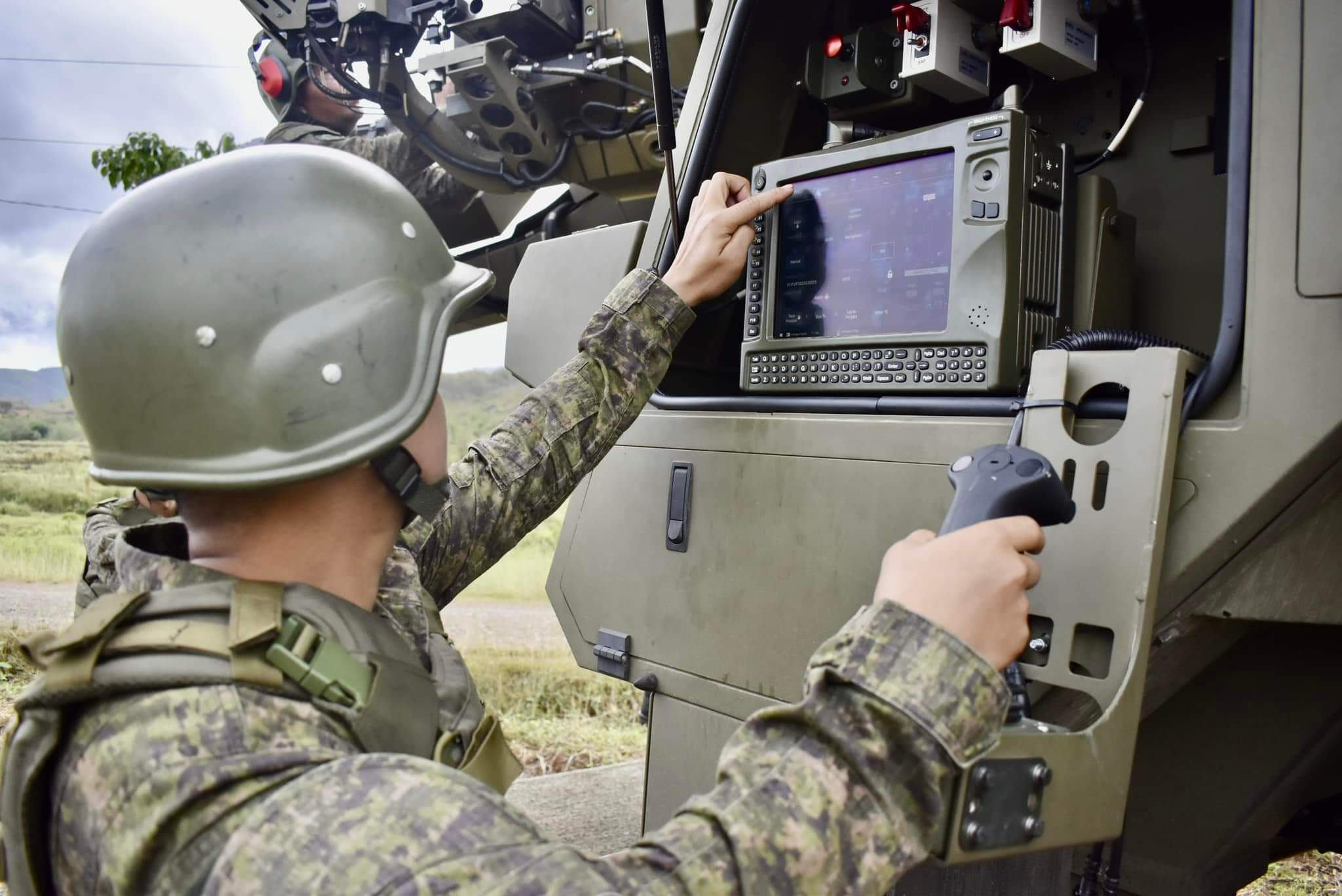
irányzás
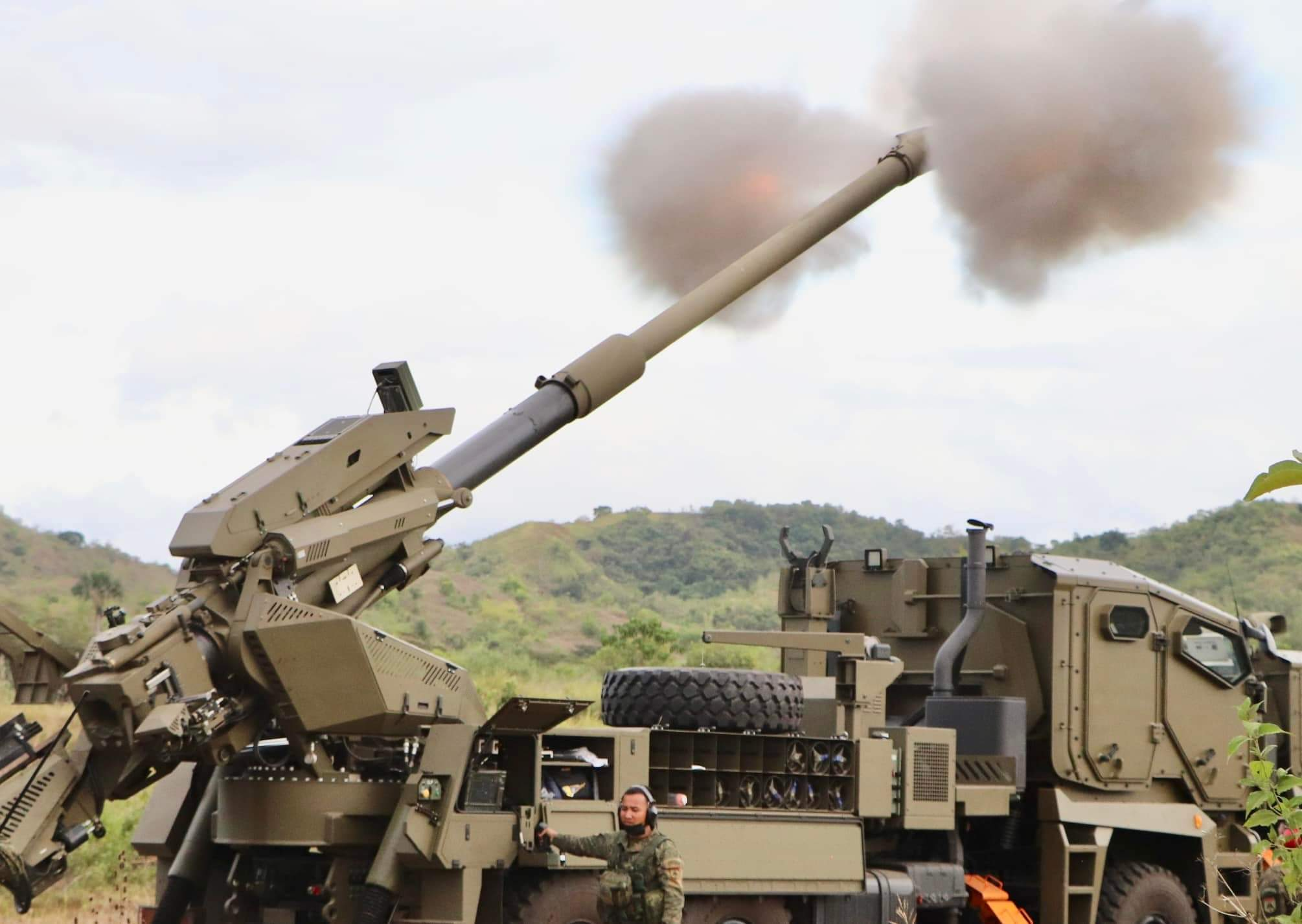
Tüzelés
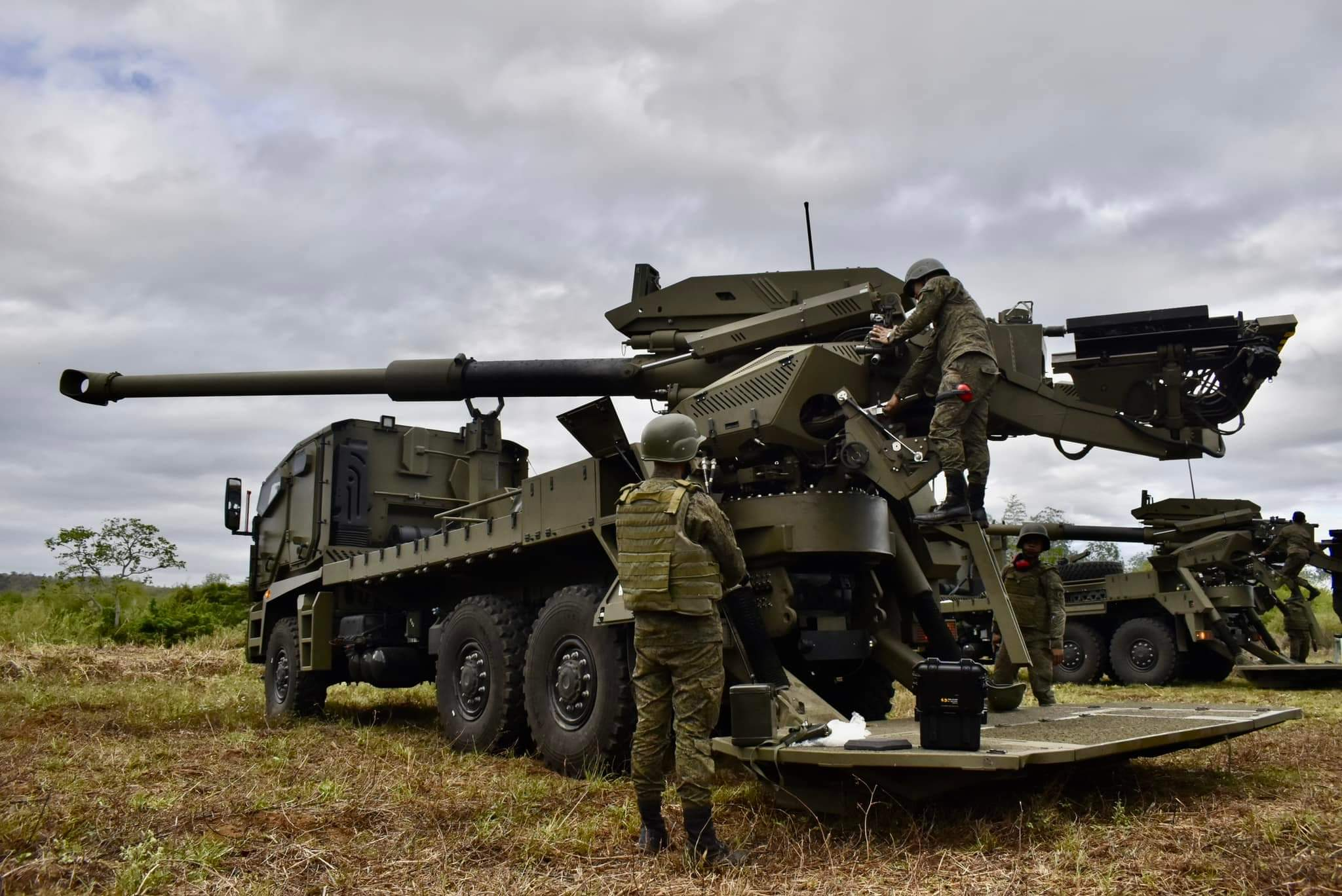
Tüzelés közvetlen irányzással
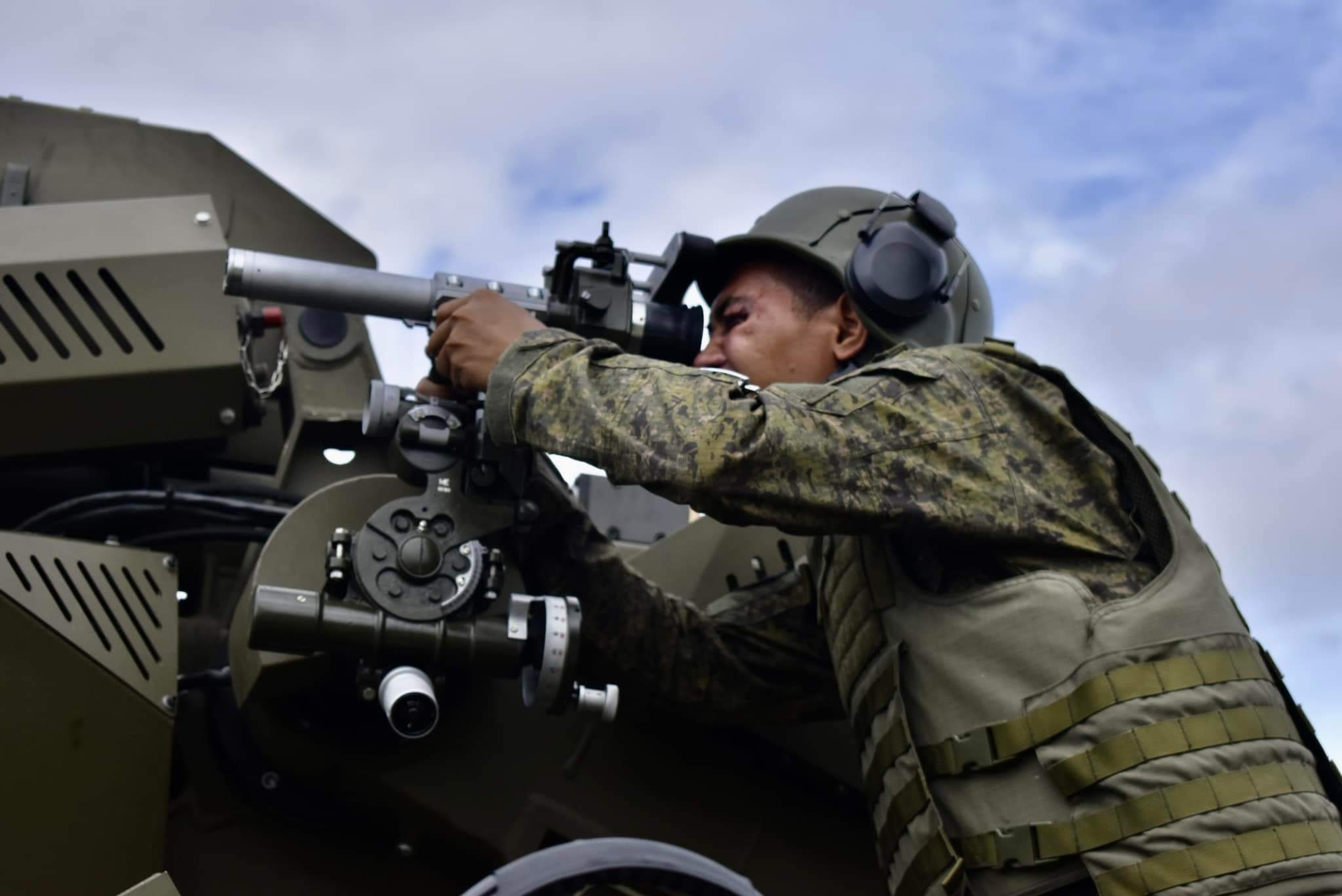
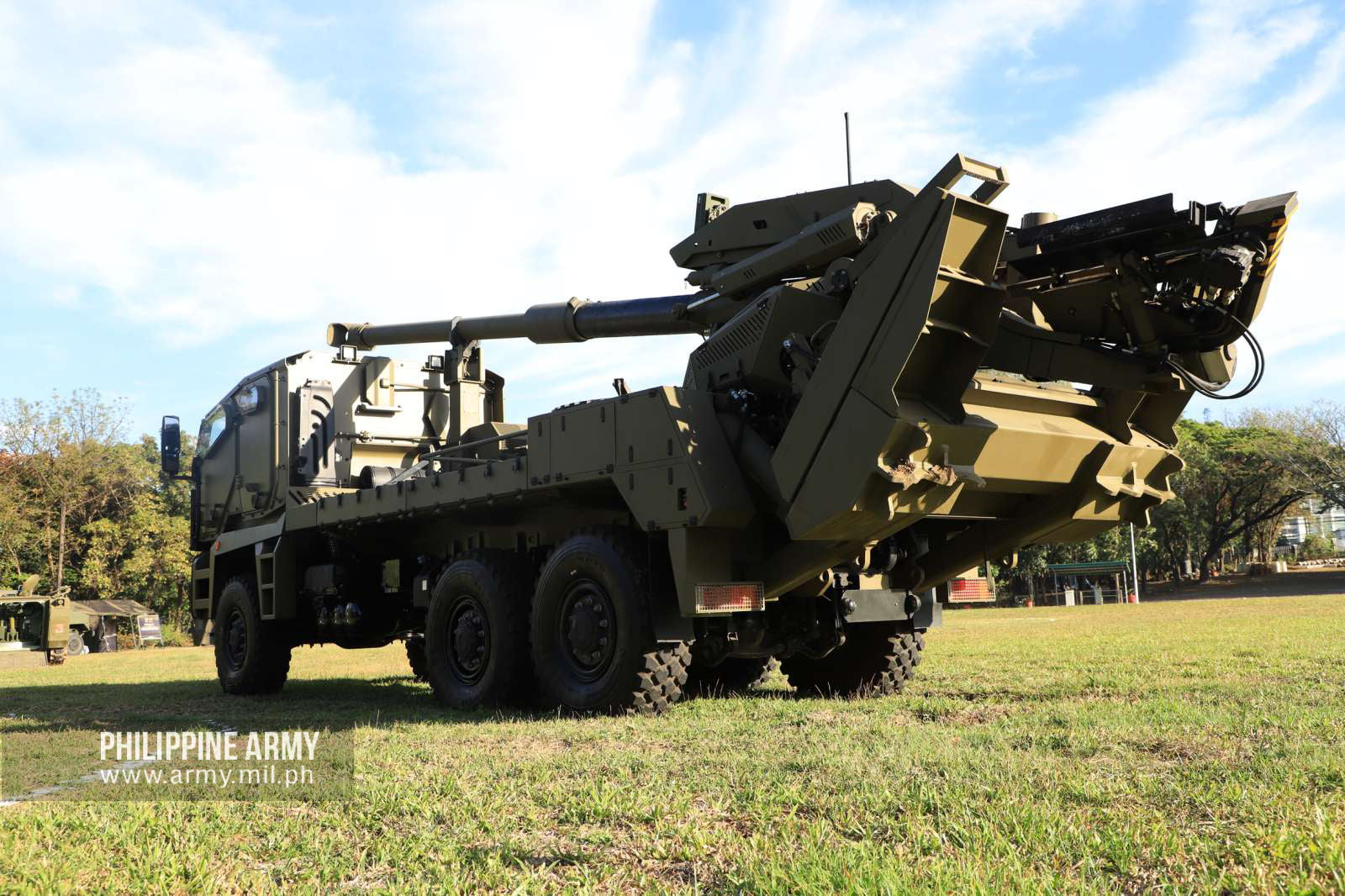
ATMOS menetkészen

## Alkalmazók

### Jelenlegi alkalmazók
- Azerbajdzsán – 6 löveg
- Botswana – 5 löveg

- Fülöp-szigetek – 12 löveget vásároltak 2020-ban 47,2 millió USD értékben (kb. 3,9 millió USD/darab)
- Ruanda
- Thaiföld – 18 löveg
- Uganda – 6 löveg
- Zambia – 6 löveg
- Dánia – 2023 márciusában 19 ATMOS önjáró löveget rendelt 8 PULS sorozatvetővel egyetemben. A lövegek beszerzési ára 119 millió amerikai dollár vagy is fajlagosan 6,2 millió dollárra lövegenként. Az ATMOS lövegek leszállítására 2 éven belül kerül sor.[4] Az első önjáró löveg már meg is érkezett Dániába 2023 augusztusának elején, ami  hadipari viszonylatban rendkívül gyors szállítást jelent.[5]

### Jövőbeni alkalmazók
- Brazília[6]

- Izrael
- Kolumbia – 18 löveget vásárlása mellett döntöttek 2023 elején 101,7 millió USD értékben (kb. 5,6 millió USD/darab).[7]
- Lengyelország – AHS Kryl néven licencgyártását  tervezik, egyelőre egy prototípus készült.
- ? – Az ELBIT sajtóközleménye szerint egy meg nem nevezett ország hadereje ATMOS lövegeket vásárolt 102 millió dollárért.[8] Az ár alapján megközelítőleg 18 db ATMOS lövegről lehet szó.

## Hasonló kerekes önjáró lövegek
- Archer
- CAESAR
- KMW AGM
- Rheinmetall HX3
- 2SZ22 Bohdana